# Irpfelhöhle
Die Irpfelhöhle ist eine Karsthöhle der Schwäbischen Alb in Baden-Württemberg, am linken Rand des Brenztales. Die Höhle hat eine Länge von 54 Metern und führt in den Südhang des Irpfelberges, der aus weißem Jura besteht und sich etwa 1,7 Kilometer westnordwestlich von Giengen an der Brenz erhebt. Der Höhleneingang in 480 Meter Höhe über Normalnull befindet sich etwa 15 Meter über der Talsohle.
Besonderes Merkmal dieser Höhle ist ein freistehendes Felsentor am Eingang. Dieses Tor ist der letzte Rest eines Höhlenraumes, welcher der natürlichen Hangerosion zum Opfer gefallen ist. Die Irpfelhöhle ist ein Naturdenkmal und ein geschütztes Geotop.

## Entdeckung
Die Höhle wurde 1892 durch Oberförster Hermann Emil Sihler entdeckt, der ein Jahr später auch auf die Charlottenhöhle stieß. Erste archäologische Ausgrabungen und Publikationen führte Eberhard Fraas 1893 durch. Der Fund von zahlreichen Tierknochen festigte den Verdacht, dass es sich bei der Höhle um einen Hyänenhorst handeln müsse. Knochen von Fuchs, Wolf, Vielfraß und Höhlenlöwe ließen sich bestimmen. Aber auch Skelettteile vom Höhlenbär, Wildpferd, Ren, Mammut, Steppenbison, Riesenhirsch und Murmeltier gab der Höhlenboden frei.
Spätere Grabungen und weitere Forschungen ab 1935 durch Fritz Berckhemer und Eduard Peters galten vor allem den steinzeitlichen Werkzeugen. Als Ausgangsmaterial dieser Artefakte wurden diverse Hornsteine und Quarzgesteine verwendet.

## Steinzeit
Die Höhle ist ein Fundplatz von archäologischen Steinartefakten aus dem Mittelpaläolithikum. Verschiedene Schaber und Spitzen, die dem Moustérien zugewiesen werden, konnten ab 1893 entdeckt werden. Fünf Rentierstangen, die nur wenig angenagt sind, wurden vermutlich durch Neandertaler in die Höhle eingebracht.

## Trivia
Aus dem Jahre 1500 ist die Sage überliefert, wonach eine Gans, die man in eine Höhle am Irpfelberg eingelassen hat, in dem acht Kilometer entfernten Nattheim in der Kirche hinter dem dortigen Altar wieder an das Tageslicht gekommen sei.